# Центровые (организованная преступная группировка)

Могила Н. Широкова и его телохранителя Н. Горбунова на Северном кладбище Екатеринбурга

ОПГ «Центровые» — крупная организованная преступная группировка, существующая с конца 1980-х годов в Екатеринбурге и Свердловской области. Своё название она получила в связи с тем, что фактически контролировала центр Екатеринбурга. Являлась одной из мощнейших российских ОПГ начала 1990-х годов. Серьёзным ударом по группировке стала гибель её лидера Олега Вагина в 1992 году от рук киллеров Уралмашевской ОПГ; позже киллерами «Уралмаша» были перебиты почти все её лидеры, что окончательно свело влияние «центровых» на нет.

## Образование группировки
В конце 1980-х годов в центре Свердловска образовалась группировка карточных шулеров, которые орудовали в подвалах ресторана «Космос»: они собирались в условленное время в подвальном помещении ресторана. Во главе банды стоял Олег Вагин, в прошлом успешный боксёр в суперлёгком весе, позже угодивший в тюрьму за изнасилование девушки и её заражение гонореей. В тюрьме он обучился трюкам и приёмам карточных шулеров. Свой первоначальный капитал Вагин сколотил, занимаясь не только играми в карты, но и валютными махинациями у магазина «Берёзка». По словам старшего советника юстиции и следователя по особо важным делам отдела по борьбе с бандитизмом Свердловской областной прокуратуры Михаила Мильмана, Олег Вагин был одиозной личностью, но человеком с сильной волей, умевшим подчинять себе других путём применения методов физического и психологического насилия.
Среди организаторов группировки «Центровых» были многие представители ассирийской диаспоры, которые пользовались поддержкой знаменитого московского вора в законе Аслана Усояна, известного под прозвищем «Дед Хасан». Ядро группировки составляли многочисленные бывшие спортсмены. Помимо шулерской деятельности и валютных спекуляций, «центровые» занимались рэкетом, используя группы силового прикрытия. На тот момент группировка «Уралмаш» ещё только набирала силу, а банды Трифона и Овчины, известные тогда в Свердловске, участвовали в кровопролитном конфликте друг против друга, поэтому конкурентов в Свердловске у «центровых» не было.
Другими лидерами «центровых» были Александр Вараксин, Владимир Клементьев, Евгений Сотловский и Александр Воробьёв. Общая численность группировки достигала нескольких сотен человек: среди её состава были бывшие спортсмены, ветераны войны в Афганистане, а также бывшие сотрудники МВД СССР и КГБ СССР — они играли роль бригад силового прикрытия, «разведки» и «контрразведки».

## Разворачивание преступной деятельности
Когда в СССР стали появляться первые кооперативы, люди Вагина начали заниматься рэкетом в отношении первых коммерсантов: предпринимателей, не желавших отдавать «дань» группировке, они запугивали поджогами помещений или даже избивали. В ответ на это некоторые предприниматели стали писать заявления в милицию по поводу вымогательств. Осознавая риск угодить в тюрьму, бандиты отказались от прежнего подхода и решили официально устроиться работать в кооперативы, добиваясь от руководства повышенного оклада: при этом сами «центровые» не собирались работать, но всегда приходили вовремя за своим окладом. Помимо этого, на территории городского рынка «вагинские» организовали тайную пыточную камеру, где избивали торговцев, которые не желали отдавать им дань.
После того, как кооперативное движение пошло на убыль, а правоохранительные органы заинтересовались подозрительной деятельностью «центровых», последние переключились на сбыт цветных и редкоземельных металлов. В 1990 году Вагин на заработанные средства открыл бизнес-центр «Глобус», ставший офисом группировки. «Глобус» представлял собой объединение нескольких товариществ, которыми руководили лидер екатеринбургских ветеранов войны в Афганистане Виктор Касинцев, бывший шулер («катала») Михаил Кучин и представители Деда Хасана — Эдик Казарян и Гарик Оганесян. Президентом центра был непосредственно Вагин. В декабре 1991 году в здании кинотеатра «Космос» Вагин открыл первое в городе казино «Катариненбург». Помимо этого, в руках «центровых» оказалась городская дискотека, а группировка получила возможность выкупать рестораны.
В руках группировки оказалась сеть торгово-закупочных комплексов, вещевых рынков, кафе, ресторанов и гостиниц. Бизнес-центр «Глобус» фактически «подмял» под себя всех предпринимателей города, заполучив выходы в городскую и областную администрации. По мнению Мильмана, в управление внешнеэкономических связей администрации Свердловска был внедрён человек от «центровых», который сообщал преступникам информацию обо всех операциях, которые планировали осуществить предприятия (список предприятий, осуществляющих внешнюю торговлю, объём заключаемых сделок и сроки). Это позволяло Вагину и его людям обратиться к руководителям нужных фирм с требованиями своих процентов от заключённых экспортно-импортных сделок. Позже, когда в здании «Глобуса» был проведён обыск, оперативники изъяли компьютер, на жёстком диске которого находилась вся информация о квотах и лицензиях на право внешнеэкономической деятельности — та, которую «центровые» и получали от своего информатора.
На пике своей преступной деятельности группировка взяла под свой контроль военно-промышленный комплекс города и часть металлургического комплекса. Она также вышла на международный уровень, установив контакты с представителями международной преступности, начав поставлять оружие в Венгрию и вести законный бизнес в Бельгии. Вместе с тем свердловское управление по организованной преступности могло лишь отслеживать ситуацию, не предпринимая никаких активных действий. В сентябре 1992 года была создана следственно-оперативная группа, которая занялась расследованием действий группировки Вагина.

## Первые стычки с «синими» и «уралмашевскими»
В начале 1990-х в Екатеринбурге появились две новые преступные группировки — «Синие» и «Уралмаш». Первую представляли ортодоксальные уголовники, отрицавшие любое сотрудничество с властями и ведение бизнеса. Её лидерами были воры в законе — Андрей «Трофа» Трофимов, Новрус «Заур» Аббасов, Каро Мамедов и Теймури Мирзоев (он же «Тимур Свердловский»). Своё название группировка получила по тому, что тела её лидеров были буквально синими от количества тюремных наколок. «Синие» занимались грабежами, разбоем, торговлей наркотиками, поддельным алкоголем и крадеными автомобилями, орудуя особенно активно в Нижнем Тагиле. Когда они столкнулись с «центровыми», то предпочли уступить.
На фоне победы над «Синими» люди Вагина изначально с недооценкой отнеслись к группировке «Уралмаш», во главе которой стояли братья Григорий (старший) и Константин Цыгановы (младший), которые после неудачной карьеры спортсменов отказались в своё время трудиться на Уралмашзаводе и создали собственную группировку: лидером был формально Григорий. Опасаясь, что «центровые» попытаются избавиться от «Уралмаша», стремительно набирающего вес в преступном мире, братьями была создана бригада киллеров, а подбор кадров на себя взял Сергей Курдюмов, отсидевший 12 лет и мечтавший избавиться от Деда Хасана как известного вора в законе. Сферы интересов двух группировок пересеклись, и Вагин организовал «стрелку» с конкурентами, попытавшись сначала без применения грубой силы потребовать от них признания своего главенства. Ничего не добившись, Вагин приказал избавиться от Григория Цыганова: 16 июня 1991 года Цыганов был убит снайпером у себя дома на глазах у семьи, получив смертельное ранение (пуля разорвала печень). После гибели Цыганова Вагин на время усилил охрану, ожидая покушения со стороны «уралмашевских», но и даже после похорон Цыганова от враждебной группировки не было никаких действий.
К 1992 году Вагин занимал пост генерального директора страхового общества «ЕКСО-Лтд» и занимался активной скупкой недвижимости. Группировка удерживала своё влияние в гостиничном бизнесе к началу 2000-х годов: под её контролем были предприятия Чкаловского района Екатеринбурга. Помимо «Глобуса» и казино «Катериненбург», во владении членов ОПГ были несколько рыночных комплексов и вещевых рынков, торговых домов, широкая сеть магазинов и торгово-закупочных предприятий, ряд кафе и ресторанов. Её лидеры и участники стали учредителями и руководителями большого количества коммерческих структур как в Екатеринбурге, так и в других городах области.

## Убийство Вагина
В то же время прокуратура начала собирать доказательства преступной деятельности «центровых»: ими были задержаны Сивков, Оганесян и Кучин. Милиция готовилась арестовать и Вагина, который имел к тому моменту большое влияние в сфере торговли, сервиса и развлечений. Однако Константин Цыганов параллельно сам решил расправиться с заказчиком убийства брата. Обсудив идею с Сергеем Курдюмовым, Константин дал указание всем штатным киллерам отследить перемещения Вагина и затем только принять решение о дате и месте исполнения задумки. Для маскировки киллеры меняли свои внешности, а также выводили детей своих знакомых на прогулку, чтобы отследить лидера «центровых», жившего в районе Пионерский. После того, как сорвалась попытка подрыва Вагина в его старой квартире (в подвал заложили бомбу), было принято решение застрелить неугодного «уралмашевским» авторитета. Незадолго до покушения на Вагина ОПГ «Уралмаш» решила избавиться от Игоря Тарланова, бизнес-партнёра Вагина, который также был причастен к гибели Григория Цыганова. В апреле 1992 года пропал без вести сын Тарланова Павел, и Игорь окружил себя охраной, перестав выходить из дома. В ночь с 24 на 25 мая 1992 года киллер «уралмашевских» точным выстрелом убил Тарланова, когда тот вышел на кухню.
После гибели Тарланова Вагин понял, что «уралмашевские» не прекратили войну, и обратился за помощью к бригаде киллеров Георгия Архипова, насчитывавшей в своё время до 20 человек, чтобы избавиться от Константина, однако в августе 1992 года покушение на последнего провалилось. Операцию по ликвидации Вагина, который проживал уже в квартире в доме № 11 по улице Маршала Жукова («правительственный городок»), располагавшимся рядом со зданиями областной администрации, назначили на 26 октября 1992 года: для подготовки к ней преступники угнали грузовой «Москвич» Иж-2715, связав водителя и увезя его на съёмную квартиру. Нападением руководил Олег «Загор» Загорулько. В день покушения около 12 часов утра они заметили Вагина, который вышел из подъезда собственного дома и начал здороваться со своими тремя телохранителями. Киллеры открыли огонь по Вагину и его людям, сделав около 100 выстрелов: все четверо, несмотря на попытки отстреливаться, не имели шансов выжить. Нападавшие пересели в другой автомобиль и скрылись; задержать их по горячим следам не удалось, хотя неподалёку от места происшествия, у реки были обнаружены «Жигули», два автомата и пистолет Макарова. Киллеров не остановил даже тот факт, что Вагин жил в одном доме с губернатором Свердловской области.
Позже ходили слухи, что якобы Загорулько добил жертв контрольными выстрелами в головы, однако сам Загорулько утверждал, что киллеры пустили перестраховочную очередь только по телохранителю, который якобы залез под машину в поисках спасения, хотя он на самом деле уже был мёртв. Водителя угнанного автомобиля задушили: Курдюмов говорил, что водитель останется в живых, только если покушение на Вагина провалится. Тело водителя закопали в лесу. Деловые круги связывали убийство Вагина с покушением на президента Европейско-Азиатской компании Виктора Терняка и предполагали, что заказчиками были столичные «теневики», целенаправленно уничтожавшие шедших в рост уральских бизнесменов и не желавшие уступать сырьевой рынок Большого Урала. Несмотря на гибель Вагина, работа прокуратуры не остановилась.

## Отстрел «центровых»
После похорон Вагина лидером группировки стал глава «Глобуса» Сергей Долгушин, который пытался отомстить Константину Цыганову, намереваясь найти ПЗРК и сбить самолёт с Цыгановым во время рейса. Однако «уралмашевские» узнали об этих планах, и 3 марта 1993 года Долгушин был обстрелян во дворе своего дома киллерами. Его доставили в больницу, где тот впал в кому: его подключили к аппаратам жизнеобеспечения, однако спасти Долгушина не удалось. Некоторые утверждают, что Цыганов якобы приказал своим людям перекрыть электроснабжение больницы, чтобы Долгушина не могли спасти. Зачистка лидеров «центровых» продолжалась: 13 февраля 1994 года у здания своего особняка на Волгоградской улице около 14:00 Михаил Кучин вышел заводить свой автомобиль BMW, когда рядом проехал автомобиль ВАЗ-2109, откуда неизвестный открыл огонь из автоматического оружия. Кучин от полученных ранений в голову скончался на месте. 5 июня того же года в казино «Золотой Пегас» был расстрелян его охранник Фарид Валиев. Примечательно, что и Кучин, и Валиев были убиты после того, как их освободили из-под стражи под крупный денежный залог. «Центровые» прекрасно знали о причастности Цыганова к нападению на своих людей, но не знали о том, кто является исполнителем (группа Курдюмова). Они приняли решение начать подготовку собственной группы — новый лидер «центровых», боксёр Николай Широков, решил выбрать в качестве группы боевиков людей Георгия Архипова.
Цыганов пытался избавиться от Широкова, организовав взрыв в сауне бассейна «Калининец»: в результате взрыва пострадали случайные люди, однако сам Широков уцелел. Самого Цыганова арестовали, однако свидетели, которые намеревались дать против него показания, исчезали бесследно, а многие даже были убиты. В качестве ответного хода боевики группы Цыганова обстреляли здание РУБОП из гранатомёта. В итоге в 1994 году Верхне-Исетский районный суд города Екатеринбурга постановил освободить задержанного под залог, эквивалентный стоимости двух автомобилей «Жигули». Судья, который вынес это решение, позже был избит неизвестными, а защита добилась окончательного освобождения Цыганова под залог в другом суде Уральского региона: после освобождения Цыганов покинул Россию.
Догадываясь о намерениях Цыганова, Широков немедленно покинул Россию и уехал со своей секретаршей и любовницей Еленой Романенко в Будапешт, но «уралмашевские» сели ему на хвост: ими было установлено, что место жительства держалось под надёжной охраной. Они установили слежку за Еленой, перехватив её во время шопинга по венгерским магазинам: путём угроз и подкупа они вынудили её не только составить план дома, но и выдать ключи от квартиры. В ночь с 4 на 5 декабря 1993 года Николай Широков и двое его телохранителей спали, когда в его дом вломились киллеры ОПГ «Уралмаш». Широков и его спутники были убиты. Руководивший операциями по устрашению и ликвидации членов «центровых», а также вышедших из повиновения «уралмашевцев» Сергей Курдюмов не предстал перед судом по обвинению в убийствах: его адвокаты передали судье Тагилстроевского районного суда (Нижний Тагил) Татьяне Тюриной сфальсифицированное медицинское заключение о раковой опухоли у подсудимого. Тот был освобождён из-под стражи, а затем исчез из поля зрения милиции.

## Конец группировки и бывшие «центровые»
«Центровые» вынуждены были сократить число случаев, когда вопросы решались криминальными методами. В 1995—1996 годах сотрудники уголовного розыска УВД г. Екатеринбург арестовали киллеров обеих враждующих группировок, однако в апреле 1996 года суд Нижнего Тагила отпустил всех под залог. Однако вскоре по «центровым» был нанесён очередной жестокий удар, от которого они в итоге не оправились. Архипов, скрывавшийся в Эстонии, был задержан оперативниками, а позже были арестованы и его подчинённые, которые в 2002 году получили свои приговоры. В тюрьму попали Георгий Архипов (9 лет тюрьмы, отсидел 7,5 лет в заключении на момент вынесения приговора), Виктор Боков, Алексей Агафонов (по 11 с половиной лет каждому), Алексей Сечкин (11 лет), Алексей Изюк (10 лет) и Алексей Тихонов (13 лет с конфискацией имущества плюс 12 лет за убийство). Ильдар Идрисов получил срок в 3 года 10 месяцев, однако время пребывания в изоляторе зачли за отбывание приговора, и того освободили в зале суда.
Это символизировало крах «Центровых»: оставшиеся в живых влиятельные участники группировки предпочли сдать целиком все сферы влияния своим противникам, чтобы не погибнуть от рук конкурентов. 11 апреля 2000 года мастер спорта международного класса по карате Владимир Клементьев, создатель российской лиги «Ринге» и один из последних влиятельных членов «центровых» был убит киллерами. В 2002 году группировкой руководил депутат Екатеринбургской городской думы Александр Вараксин, с которым лидер «уралмашевских» Сергей Терентьев организовал встречу и добился установления некоего перемирия между «Уралмашем» и оставшимися «центровыми».
В 2004 году один из последних «центровых», который перешёл на сторону «Уралмаша», повздорил со ставленником Деда Хасана, который организовал серию беспорядков и погромов в Екатеринбурге. 15 сентября того же года в городе прошла сходка криминальных авторитетов в сквере между Оперным театром и гостиницей «Большой Урал», на которой депутат Екатеринбургской городской думы Александр Хабаров (бывший член «уралмашевцев») призвал не допустить вторжения иногородних представителей криминальных структур. Когда о связях Хабарова стало известно следствию, его арестовали 14 декабря 2004 года, возбудив дело по факту принуждения к совершению сделки, но спустя месяц, 15 января 2005 года Хабарова нашли повесившимся в своей камере. Вараксин, которого Хабаров и вынуждал совершить сделку, был также арестован, явившись в 2007 году с повинной и получив 1 год и 10 месяцев тюрьмы 7 июля того года; 5 мая 2009 года он был освобождён.